# The Bootleg Series Vol. 10: Another Self Portrait (1969-1971)
The Bootleg Series Vol. 10 – Another Self Portrait (1969-1971) es un álbum recopilatorio del músico estadounidense Bob Dylan, publicado por la compañía discográfica Columbia Records en agosto de 2013. El álbum, que supone el décimo volumen de la colección The Bootleg Series, recoge demos de las sesiones de grabación de los álbumes Self Portrait y New Morning.
El álbum fue publicado en tres formatos: una edición estándar de dos CD con 35 canciones, una edición en vinilo con el mismo material y una edición deluxe con los dos discos originales, un tercer disco con el concierto que Dylan ofreció junto a The Band en el Festival de la Isla de Wight el 31 de agosto de 1969, y un cuarto disco con el álbum Self Portrait remasterizado digitalmente. La edición deluxe incluye también dos libros con textos escritos por el crítico Greil Marcus, quien publicó una primera reseña negativa de Self Portrait en 1970 con el título: «What is this shit?» (en español: «¿Qué es esta mierda?»), además de un extenso ensayo del periodista Michael Simmons y fotografías de John Cohen y Al Clayton.
Previo a la publicación de The Bootleg Series Vol. 10, Columbia lanzó una demo inédita de «Wigwam» como sencillo para el Record Store Day de 2013. El 8 de agosto, la revista  Rolling Stone estrenó un videoclip de «Pretty Saro», una balada tradicional inglesa. El video incluye fotografías extraídas de la Biblioteca del Congreso de Estados Unidos. Una semana después, la canción fue publicada como descarga digital.

## Historia
Another Self Portrait recoge demos, maquetas, descartes y tomas alternativas de uno de los periodos creativos más controvertidos en la carrera musical de Bob Dylan. Tras sufrir un accidente de moto en 1966, el músico pasó gran parte de su periodo de convalecencia grabando nuevas composiciones en forma de demos en el sótano de «Big Pink», un chalet que varios miembros de The Band habían adquirido en Woodstock, cerca de la residencia de Dylan. De forma paralela, cambió de forma radical su estilo musical y publicó dos trabajos en apenas dos años: John Wesley Harding (1967) y Nashville Skyline (1969). Mientras que John Wesley Harding supuso un retorno a la música acústica y a la tradición folk después de tres trabajos de música rock como Bringing It All Back Home (1965), Highway 61 Revisited (1965) y Blonde on Blonde (1966), Nashville Skyline incluyó canciones country que Dylan cantó con un nuevo aprovechamiento vocal, a modo de crooner. 
A pesar de moverse en nuevos géneros musicales y de distanciarse de su propia fama, su popularidad a finales de la década de 1960 seguía siendo importante y la prensa musical lo definía como el «portavoz de toda una generación». Sin embargo, Dylan no sentía cómodo con la definición. En su autobiografía Chronicles, Vol. 1 comentó al respecto: «Yo no era el maestro de ceremonias de nadie, y esa idea tenía que ser arrancada de raíz». El nacimiento de sus hijos Jakob y Jesse, sumado a su nueva afición por la pintura, motivaron a Dylan a llevar una vida hogareña en Woodstock y a disminuir su actividad como compositor. Sin embargo, la organización del Festival de Woodstock atrajo a miles de seguidores al pueblo, y algunos llegaron a allanar su hogar. Según relató a la revista Rolling Stone en 1984: «Era como una oleada de insanidad alrededor de mi casa día y noche. Entrabas en casa y encontrabas a gente allí, la gente saliendo del bosque, picando a la puerta a cualquier hora del día. Era deprimente. Y no había forma de responder a todos. Era como si estuvieran chupándote la sangre. Decía: "Esperad, esta gente no pueden ser mis seguidores. Y aún siguen viniendo. Tenemos que salir de aquí"».
Según la versión concedida a la revista Rolling Stone, Dylan grabó Self Portrait con el objetivo de publicar un trabajo mediocre fruto del hastío por su falta de privacidad. No obstante, periodistas musicales como Robert Shelton señalaron que Self Portrait era una publicación seria. En cualquiera de las dos situaciones, y a pesar de alcanzar el primer puesto en la lista de discos más vendidos del Reino Unido y el cuatro en la lista estadounidense Billboard 200, Self Portrait fue el primer álbum de Dylan en recibir críticas negativas de la mayoría de la prensa musical. En Rolling Stone, Greil Marcus publicó una reseña bajo el título «What is this shit?» (en español: «¿Qué es esta mierda?»), mientras que Robert Christgau dio al álbum un C+ en la revista Village Voice.
Durante las sesiones de grabación de Self Portrait en Nashville, Dylan se acompañó de un pequeño grupo de músicos, entre los que estaban el guitarrista David Bromberg y el teclista Al Kooper, además del productor Bob Johnston, encargado de añadir las sobregrabaciones a las pistas básicas grabadas durante las sesiones. Apenas unos meses después, Dylan regresó a Nueva York para grabar las canciones de New Morning, en cuyas sesiones coincidió con George Harrison, Charlie Daniels y Russ Kunke, entre otros. Tras su publicación, la prensa recibió New Morning con mejores críticas. Al respecto, Ralph Gleason escribió en Rolling Sone: «Tenemos a Dylan de regreso».

## Recepción
Tras su publicación, gran parte de la prensa musical recibió Another Self Portrait con buenas reseñas. En su crítica para American Songwriter, Jim Beviglia otorgó al álbum cuatro de cinco estrellas y comentó: «Lo que esta colección intenta hacer es enmendar los errores, en producción y selección de canciones, hechos cuando el álbum se publicó por primera vez. En el caso de Self Portrait, la sobreproducción añadida en los 70 ha sido eliminada, quitando el filtro entre el oyente y las interpretaciones duras y afectivas de Dylan en "Cooper Kettle" y "Days of '49"».
En su crónica para Consequence of Sound, Mike Madden otorgó al álbum tres estrellas y media de un total de cinco y comentó que Another Self Portrait es «destacado por canciones que ya habíamos oído antes pero presentes aquí en versiones distintas, como el acogedor lamento de "I Threw It All Away"». A pesar del material «de fondo de barril», Madden destacó los «placenteros descubrimientos» del álbum: «Another Self Portrait indica que mientras Dylan tuvo problemas con la composición durante la época, no fue por falta de intentos. "Sign on the Window" es refugio de arreglos orquestales que podían haber estado en el All Things Must Pass de George Harrison, mientras que el poder dinámico de Abbey Road secunda la segunda versión alternativa de "Time Passes Slowly". Esto, junto al rockabilly de "Working on a Guru" y el clasicismo de Nashville en "Tattle O'Day", son moderados éxitos, pero revelan que Dylan tenía la motivación para seguir nuevas direcciones musicales durante la época. Estemos agradecidos porque este set existe, solo porque comienza por clarificar un periodo mítico de la obra inescrutable del actual sexagenario Bob Dylan».
Por otra parte, Jeff Slate de Guitar World escribió que «la cuestión sobre ser un seguidor de Bob Dylan es el hecho de que descubrir su grandeza nunca acaba». Slate observó además: «Dylan suena genial, las canciones e interpretaciones son impecables, y aunque estilísticamente Another Self Portrait está por todas partes —demostrando que las sesiones en las que se grabó el material abarcan tres años—, es también muy coherente». En su crítica, Slate concluyó que: «Lo que más me llamó la atención sobre esta nueva entrega de la serie y los nueve volúmenes que publicaron antes, sin mencionar los discos de estudio de Dylan, es la consistencia de la producción de Dylan. Toda es genial. De verdad».
En su reseña para Rolling Stone, David Frick otorgó al álbum cuatro estrellas y media de un total de cinco y definió el álbum como «uno de los discos de Dylan más importantes y coherentes jamás publicados». Frick encontró las interpretaciones «inmediatas y estimulantes», cantadas con una «voz viril». Según el crítico: «A pesar de la época, o quizás porque había sido ocultado durante largo tiempo, todo en el disco parece música nueva, grabada con impaciencia. "Vamos a grabar esta", dice Dylan antes de interpretar la balada tradicional "Little Sadie", uno de los diecisiete temas brutos y magnéticos de un sprint de tres días con el guitarrista David Bromberg y el pianista Al Kooper en marzo de 1970. Dylan estaba, de hecho, en un cruce de caminos: el ampliamente despreciado Self Portrait, publicado tres meses antes. Parece ansioso por llegar allí. Ese álbum es todavía difícil de abordar: una imagen franca y confrontacional de un artista con veintinueve años y cabos sueltos, cantando canciones folk, maíz puro y extrañas y quejumbrosas canciones originales, mayoritariamente con el sirope de Nashville. No puede haber mejor descripción de Dylan al final de su primera y tempestuosa década, que el primer mantra de Self Portrait, cantada por un grupo de ángeles gospel: "Todos los caballos cansados en el sol, ¿cómo se supone que voy a conseguir uno cabalgando?"». Además, Frick consideró en su crítica que Self Portrait y New Morning fueron parte de un «largo acto de examen de conciencia y reiniciación». 

## Lista de canciones
Todas las canciones escritas y compuestas por Bob Dylan excepto donde se anota. 
| Disco uno |                                                                   |                      |          |  |
| N.º       | Título                                                            | Escritor(es)         | Duración |  |
| 1.        | «Went To See The Gypsy» (Versión demo)                            |                      | 3:00     |  |
| 2.        | «Little Sadie» (Sin sobregrabaciones, Self Portrait)              | Tradicional          | 2:02     |  |
| 3.        | «Pretty Saro» (Inédita, Self Portrait)                            |                      | 2:16     |  |
| 4.        | «Alberta #3» (Versión alternativa, Self Portrait)                 | Tradicional          | 2:37     |  |
| 5.        | «Spanish Is The Loving Tongue» (Inédita, New Morning)             | Charles Badger Clark | 3:51     |  |
| 6.        | «Annie's Going To Sing Her Song» (Inédita, Self Portrait)         | Tom Paxton           | 2:22     |  |
| 7.        | «Time Passes Slowly» (Versión alternativa, New Morning)           |                      | 2:18     |  |
| 8.        | «Only A Hobo» (Inédita, Greatest Hits II)                         |                      | 3:25     |  |
| 9.        | «Minstrel Boy» (Inédita, The Basement Tapes)                      |                      | 1:39     |  |
| 10.       | «I Threw It All Away» (Versión alternativa, Nashville Skyline)    |                      | 2:25     |  |
| 11.       | «Railroad Bill» (Inédita, Self Portrait)                          | Tradicional          | 2:44     |  |
| 12.       | «Thirsty Boots» (Inédita, Self Portrait)                          | Eric Andersen        | 4:06     |  |
| 13.       | «This Evening So Soon» (Inédita, Self Portrait)                   |                      | 4:49     |  |
| 14.       | «These Hands» (Inédita, Self Portrait)                            |                      | 3:43     |  |
| 15.       | «In Search of Little Sadie» (Sin sobregrabaciones, Self Portrait) | Tradicional          | 2:26     |  |
| 16.       | «House Carpenter» (Inédita, Self Portrait)                        | Tradicional          | 5:59     |  |
| 17.       | «All The Tired Horses» (Sin sobregrabaciones, Self Portrait)      |                      | 1:15     |  |

| Disco dos |                                                                      |                                      |          |  |
| N.º       | Título                                                               | Escritor(es)                         | Duración |  |
| 1.        | «If Not for You» (Versión alternativa, New Morning)                  |                                      | 2:29     |  |
| 2.        | «Wallflower» (Versión alternativa, 1971)                             |                                      | 2:18     |  |
| 3.        | «Wigwam» (Versión original sin sobregrabaciones, Self Portrait)      |                                      | 3:10     |  |
| 4.        | «Days Of '49» (Versión original sin sobregrabaciones, Self Portrait) | Alan Lomax, John Lomax, Frank Warner | 5:13     |  |
| 5.        | «Working On A Guru» (Inédita, New Morning)                           |                                      | 3:43     |  |
| 6.        | «Country Pie» (Versión alternativa, Nashville Skyline)               |                                      | 1:27     |  |
| 7.        | «I'll Be Your Baby Tonight» (En directo, 1969)                       |                                      | 3:31     |  |
| 8.        | «Highway 61 Revisited» (En directo, 1969)                            |                                      | 3:39     |  |
| 9.        | «Copper Kettle» (Sin sobregrabaciones, Self Portrait)                | Alfred Frank Beddoe                  | 3:35     |  |
| 10.       | «Bring Me A Little Water» (Inédita, New Morning)                     |                                      | 3:58     |  |
| 11.       | «Sign On The Window» (Sin sobregrabaciones, New Morning)             |                                      | 3:51     |  |
| 12.       | «Tattle O'Day» (Inédita, Self Portrait)                              | Eric Andersen                        | 3:49     |  |
| 13.       | «If Dogs Run Free» (Versión alternativa, New Morning)                |                                      | 4:10     |  |
| 14.       | «New Morning» (Sin sobregrabaciones, New Morning)                    |                                      | 4:04     |  |
| 15.       | «Went To See The Gypsy» (Versión alternativa, New Morning)           |                                      | 3:33     |  |
| 16.       | «Belle Isle» (Sin sobregrabaciones, Self Portrait)                   | Tradicional                          | 2:35     |  |
| 17.       | «Time Passes Slowly» (Versión alternativa, New Morning)              |                                      | 3:02     |  |
| 18.       | «When I Paint My Masterpiece» (Demo)                                 |                                      | 3:53     |  |

| Isle of Wight Festival 1969 (edición deluxe) |                                       |              |          |  |
| N.º                                          | Título                                | Escritor(es) | Duración |  |
| 1.                                           | «Intro»                               |              | 0:40     |  |
| 2.                                           | «She Belongs To Me»                   |              | 3:01     |  |
| 3.                                           | «I Threw It All Away»                 |              | 3:07     |  |
| 4.                                           | «Maggie's Farm»                       |              | 4:00     |  |
| 5.                                           | «Wild Mountain Thyme»                 | Tradicional  | 4:00     |  |
| 6.                                           | «It Ain't Me, Babe»                   |              | 3:09     |  |
| 7.                                           | «To Ramona»                           |              | 2:25     |  |
| 8.                                           | «Mr. Tambourine Man»                  |              | 3:08     |  |
| 9.                                           | «I Dreamed I Saw St. Augustine»       |              | 3:32     |  |
| 10.                                          | «Lay Lady Lay»                        |              | 3:54     |  |
| 11.                                          | «Highway 61 Revisited»                |              | 3:47     |  |
| 12.                                          | «One Too Many Mornings»               |              | 2:38     |  |
| 13.                                          | «I Pity The Poor Immigrant»           |              | 3:47     |  |
| 14.                                          | «Like A Rolling Stone»                |              | 5:25     |  |
| 15.                                          | «I'll Be Your Baby Tonight»           |              | 3:30     |  |
| 16.                                          | «Quinn The Eskimo (The Mighty Quinn)» |              | 2:49     |  |
| 17.                                          | «Minstrel Boy»                        |              | 3:48     |  |
| 18.                                          | «Rainy Day Women #12 & 35»            |              | 3:17     |  |

| Self Portrait Remastered (edición deluxe) |                                                                            |                                                   |          |  |
| N.º                                       | Título                                                                     | Escritor(es)                                      | Duración |  |
| 1.                                        | «All the Tired Horses»                                                     |                                                   | 3:12     |  |
| 2.                                        | «Alberta #1»                                                               | Tradicional                                       | 2:57     |  |
| 3.                                        | «I Forgot More Than You'll Ever Know»                                      | Cecil A. Null                                     | 2:23     |  |
| 4.                                        | «Days of '49»                                                              | Alan Lomax, John Lomax, Frank Warner              | 5:27     |  |
| 5.                                        | «Early Mornin' Rain»                                                       | Gordon Lightfoot                                  | 3:34     |  |
| 6.                                        | «In Search of Little Sadie»                                                | Tradicional                                       | 2:27     |  |
| 7.                                        | «Let It Be Me»                                                             | Gilbert Bécaud, Mann Curtis, Pierre Delanoë       | 3:00     |  |
| 8.                                        | «Little Sadie»                                                             | Tradicional                                       | 2:00     |  |
| 9.                                        | «Woogie Boogie»                                                            |                                                   | 2:06     |  |
| 10.                                       | «Belle Isle»                                                               | Tradicional                                       | 2:30     |  |
| 11.                                       | «Living the Blues»                                                         |                                                   | 2:42     |  |
| 12.                                       | «Like a Rolling Stone» (Festival de la Isla de Wight, 1969)                |                                                   | 5:18     |  |
| 13.                                       | «Copper Kettle (The Pale Moonlight)»                                       | Alfred Frank Beddoe                               | 3:34     |  |
| 14.                                       | «Gotta Travel On»                                                          | Paul Clayton, Larry Ehrlich, David Lazar, Tom Six | 3:08     |  |
| 15.                                       | «Blue Moon»                                                                | Lorenz Hart, Richard Rodgers                      | 2:29     |  |
| 16.                                       | «The Boxer»                                                                | Paul Simon                                        | 2:48     |  |
| 17.                                       | «The Mighty Quinn (Quinn the Eskimo)» (Festival de la Isla de Wight, 1969) |                                                   | 2:48     |  |
| 18.                                       | «Take Me As I Am (Or Let Me Go)»                                           | Boudleaux Bryant                                  | 3:03     |  |
| 19.                                       | «Take a Message to Mary»                                                   | Felice Bryant/Boudleaux Bryant                    | 2:46     |  |
| 20.                                       | «It Hurts Me Too»                                                          | Tradicional                                       | 3:15     |  |
| 21.                                       | «Minstrel Boy» (Festival de la Isla de Wight, 1969)                        |                                                   | 3:32     |  |
| 22.                                       | «She Belongs to Me» (Festival de la Isla de Wight, 1969)                   |                                                   | 2:43     |  |
| 23.                                       | «Wigwam»                                                                   |                                                   | 3:09     |  |
| 24.                                       | «Alberta #2»                                                               | Tradicional                                       | 3:12     |  |

## Personal
| Músicos - Bob Dylan: guitarra, armónica, piano y voz - Norman Blake: guitarra - David Bromberg: guitarra y dobro - Kenny Buttrey: batería - Ron Cornelius: guitarra - Charlie Daniels: bajo y guitarra - Rick Danko: bajo y coros - Peter Drake: steel guitar - Hilda Harris: coros - George Harrison: guitarra y coros - Levon Helm: batería y coros - Kelton Herston: guitarra - Garth Hudson: teclados - Ben Keith: steel guitar - Al Kooper: piano y órgano - Russ Kunkel: batería - Richard Manuel: piano y coros - Charlie McCoy: bajo - Robbie Robertson: guitarra - Albertine Robinson: coros - Alvin Rogers: batería - Maeretha Stewart: coros - Happy Traum: banjo y coros - Bob Wilson: piano - Stu Woods: bajo | Equipo técnico - Bob Johnston: productor musical - Al Kooper: mezcla, productor y arreglos - Bob Dylan: diseño de portada - Steve Addabo: mezcla - Steve Berkowitz: mezcla - Greg Calbi: masterización - Charles Calello: arreglos - Josh Cheuse: fotografía - Al Clayton: fotografía - John Cohen: fotografía - Arie De Reus: fotografía - Geoff Gans: diseño y dirección artística - Callie Gladman: colaborador de producción - Patrice Habans: fotografía - April Hayes: producción - Elliot Landy: fotografía - Diane Lapsonv: colaborador de producción - Bryan Lasley: diseño - Greg Linn: representante - Greil Marcus: notas de libreto - Paris Match: fotografía - David Redfern: fotografía - Dave Roberts: mezcla - Jeff Rosen: recopilación - Will Schwartz: colaborador de producción - Michael Simmons: notas de libreto - Debbie Sweeney: colaborador de producción |

## Posición en listas
| País              | Lista                    | Posición |
| ----------------- | ------------------------ | -------- |
| Alemania          | Media Control Charts     | 2        |
| Australia         | ARIA Albums Chart        | 10       |
| Austria           | Ö3 Austria Top 40        | 5        |
| Bélgica (Flandes) | Ultratop 200 Albums      | 3        |
| Bélgica (Valonia) | Ultratop 200 Albums      | 29       |
| Dinamarca         | Album Top 40             | 2        |
| España            | Promusicae Music Charts  | 10       |
| Estados Unidos    | Billboard 200            | 21       |
| Estados Unidos    | Top Rock Albums          | 5        |
| Finlandia         | Albums Top 50            | 22       |
| Francia           | SNEP Albums Chart        | 41       |
| Noruega           | VG-lista Top 40 Albums   | 3        |
| Nueva Zelanda     | New Zealand Albums Chart | 16       |
| Países Bajos      | Mega Albums Top 100      | 2        |
| Reino Unido       | UK Albums Chart          | 5        |
| Suecia            | Albums Top 60            | 1        |
| Suiza             | Swiss Top Albums 100     | 6        |